# Mictlan

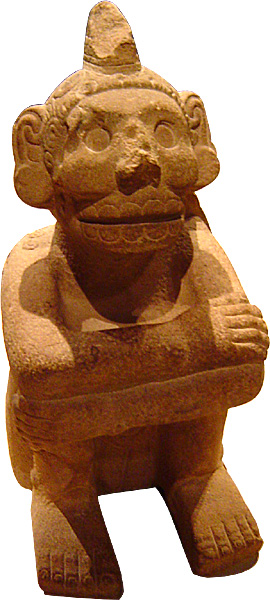
Statue von Mictlantecuhtli, dem Herrscher von Mictlan

Mictlan (auch Mitlan) war in der aztekischen Mythologie die Bezeichnung für die Unterwelt und den Ort des Todes. Herrscher von Mictlan war Mictlantecuhtli (Herr des Todes), der meist als furchterregende Gestalt dargestellt wurde.
In der Drei-Ebenen-Vorstellung der Azteken war Mictlan unter Topan (der Oberwelt) und Cemanahuatl (der von den Menschen bewohnten Mittelwelt) die unterste Ebene.
Nach Mictlan kamen alle Personen, die eines natürlichen Todes starben. Gefallene Krieger oder Frauen, die bei der Geburt eines Kindes starben, kamen gleich direkt in eine höhere Stufe und mussten Mictlan nicht durchlaufen. Gleiches galt für Personen, die ertranken oder vom Blitz erschlagen wurden.
Die Unterwelt Mictlan bestand aus neun Stufen, die man vier Jahre lang durchlief. Man musste während dieser Zeit schwierige Prüfungen absolvieren, um die Stufen überwinden zu können. Am Ende dieser Zeit gelangten die Verstorbenen an einen siebenarmigen Fluss, der nur mit Hilfe des Seelengeleiters Xolotl (des Wächters der Unterwelt) überwunden werden konnte. Erst nach Überquerung des Flusses gelangte man nach Omeyocan, das das endgültige Ziel im Inneren des Himmels darstellte.